# داش‌کسن (روستا)
داش‌کسن (به لاتین: Daşkəsən) منطقه‌ای مسکونی در جمهوری آذربایجان است که در شهرستان داش‌کسن واقع شده است. داش‌کسن ۸۲۳ نفر جمعیت دارد.